# Vendenheim
Vendenheim é uma comuna francesa na região administrativa de Grande Leste, no departamento Baixo Reno. Estende-se por uma área de 15,88 km². Em 2010 a comuna tinha 5 884 habitantes (densidade: 370,5 hab./km²).